# NI CompactDAQ
CompactDAQ (kurz cDAQ) bezeichnet eine Plattform für die Datenerfassung der Firma National Instruments. Es handelt sich dabei um eine modulare Plattform, d. h. jedes cDAQ kann individuell mittels Modulen für die erforderlichen Messdatentypen konfiguriert werden.

## Hardware
CompactDAQs bestehen aus einem Chassis und I/O-Modulen.

### Chassis
Das Chassis dient zur Kommunikation zwischen PC und den I/O-Modulen. Es gibt folgende Varianten:
- USB-Chassis als portable, modulare Lösung
- Ethernet-Chassis als Lösung für verteilte Systeme
- Wireless-Chassis als Lösung für verteilte Systeme ohne Verkabelung

Darüber hinaus existieren auch Chassis, die eine CPU enthalten und auf denen ein Echtzeit-Betriebssystem (Linux basierend auf Ångström-Linux bzw. OpenEmbedded) bzw. Microsoft Windows (in der Embedded Variante) laufen und die somit auch autark z. B. zur Maschinensteuerung betrieben werden können. Sie rücken damit in die Nähe der ähnlich aufgebauten Plattform CompactRIO, im Gegensatz zu dieser fehlt aber ein FPGA.

### Module
Die I/O-Module (sogenannte C-Serie) sind mit denen der Plattform CompactRIO identisch, wobei jedoch nicht alle für CompactRIO verfügbare Module im cDAQ-Chassis betrieben werden, da ein FPGA und damit die Möglichkeit für hohe Signalverarbeitungsgeschwindigkeiten fehlt. Vor allem Hochgeschwindigkeits-Digitalmodule lassen sich deshalb nicht im cDAQ betreiben.

## Software
Die Module können über den Treiber DAQmx aus der grafischen Entwicklungsumgebung LabVIEW oder über ein API (für C, C++, C# und VB.NET) angesprochen werden. Bei Chassis mit CPU und Windows-Betriebssystem kann die Entwicklung auch direkt auf dem cDAQ erfolgen.
Für die Programmierung der echtzeitfähigen Chassis mit Controller wird LabVIEW mit Real-Time-Modul benötigt.

## Anwendungen
CompactDAQs dienen vornehmlich der Datenerfassung mit geringer Kanalanzahl bzw. niedrigen Samplingraten. Dabei hat diese Plattform den Vorteil, neben einer einfachen Ansteuerung auch modular, portabel und robust aufgebaut zu sein, so dass auch in rauen Umgebungen und mit Laptop gearbeitet werden kann. Aufgrund der Modularität kann das System dabei an die jeweiligen Erfordernisse angepasst werden.
Für die Steuerung und Regelung bzw. höhere  Samplingrate ist die Plattform NI CompactRIO gedacht.
Für die Datenerfassung mit hoher Kanalanzahl bzw. hohen Datenraten ist die Plattform PXI besser geeignet.